# Nati nel 1977/Settembre
| Questa pagina contiene informazioni ricavate automaticamente dalle voci biografiche con l'ausilio del template Bio e di un bot. L'aggiornamento è periodico e automatico e ricostruisce completamente la pagina. Se manca una persona in questa lista, sei pregato di non aggiungerla, ma accertati piuttosto che la sua voce biografica contenga il template Bio e che i dati anagrafici siano correttamente compilati. Se il template Bio manca, inseriscilo tu stesso o, in alternativa, metti l'avviso {{tmp\|Bio}} che ne segnala la mancanza. Se i dati riportati sono sbagliati, correggi direttamente la voce biografica; le modifiche saranno visibili in questa lista entro pochi giorni. Per chiarimenti vedi il progetto biografie. La lista contiene solo le 371 persone che sono citate nell'enciclopedia e per le quali è stato implementato correttamente il template Bio. Pagina aggiornata al 18 ago 2025. |

- 1º settembre - David Albelda, allenatore di calcio e ex calciatore spagnolo
- 1º settembre - Armindo Araújo, pilota di rally portoghese
- 1º settembre - Rexanthony, musicista e produttore discografico italiano
- 1º settembre - Shoshana Bean, attrice e cantante statunitense
- 1º settembre - Angeliqa Devi, attrice britannica
- 1º settembre - Edelweiss, ex attrice pornografica, ex modella e showgirl russa
- 1º settembre - Sinne Eeg, cantante danese
- 1º settembre - Ivana Kovač, cantante croata
- 1º settembre - Walter Nahún López, calciatore honduregno († 2015)
- 1º settembre - Vincent Montméat, pallavolista francese
- 1º settembre - Carlos Pineda, ex schermidore venezuelano
- 1º settembre - Simona Rinieri, ex pallavolista italiana
- 1º settembre - David Rott, attore tedesco
- 1º settembre - Dirk Sauer, chitarrista tedesco
- 1º settembre - Bebe Cool, musicista ugandese
- 1º settembre - Prisca Steinegger, ex calciatrice svizzera
- 1º settembre - Adrienne Wilkinson, attrice, doppiatrice e produttrice cinematografica statunitense
- 2 settembre - Danie Coetzee, ex rugbista a 15 sudafricano
- 2 settembre - Felipe Jorge Loureiro, allenatore di calcio e ex calciatore brasiliano
- 2 settembre - Frédéric Kanouté, ex calciatore francese
- 2 settembre - Marek Mintál, allenatore di calcio e ex calciatore slovacco
- 2 settembre - Fuminori Nakamura, scrittore giapponese
- 2 settembre - Ramadhani Nkunzingoma, ex calciatore ruandese
- 2 settembre - Elica Todorova, percussionista e cantante bulgara
- 2 settembre - Giorgia Vecchini, modella italiana
- 3 settembre - Cai Yalin, tiratore a segno cinese
- 3 settembre - Dai Guohong, ex nuotatrice cinese
- 3 settembre - Frank Depestele, allenatore di pallavolo e ex pallavolista belga
- 3 settembre - Jonna Geagea, cantante finlandese
- 3 settembre - Casey Hampton, ex giocatore di football americano statunitense
- 3 settembre - Stephen Laybutt, calciatore australiano († 2024)
- 3 settembre - Rui Marques, ex calciatore angolano
- 3 settembre - Olof Mellberg, allenatore di calcio e ex calciatore svedese
- 3 settembre - Boniface Ndong, ex cestista, allenatore di pallacanestro e dirigente sportivo senegalese
- 3 settembre - Ekaterina Vinogradova, ex sciatrice nordica bielorussa
- 4 settembre - Awesome Kong, ex wrestler statunitense
- 4 settembre - Babet, cantante e musicista francese
- 4 settembre - Abgar Barsom, ex calciatore svedese
- 4 settembre - Violetta Bellocchio, scrittrice, traduttrice e docente italiana
- 4 settembre - Claudio Dietrich, ex sciatore alpino austriaco
- 4 settembre - Jeff Hamilton, ex hockeista su ghiaccio statunitense
- 4 settembre - Denis Laktionov, ex calciatore russo
- 4 settembre - Nenad Mirosavljević, ex calciatore serbo
- 4 settembre - Serhij Perchun, calciatore ucraino († 2001)
- 4 settembre - Lucie Silvas, cantautrice britannica
- 5 settembre - Evrim Doğan, attrice turca
- 5 settembre - Cüneyt Erden, ex cestista e allenatore di pallacanestro turco
- 5 settembre - Joseba Etxeberria, allenatore di calcio e ex calciatore spagnolo
- 5 settembre - Félix Gómez, attore spagnolo
- 5 settembre - Jiří Kowalík, ex calciatore ceco
- 5 settembre - Tereza Marinova, ex triplista bulgara
- 5 settembre - Carmelo Miceli, politico italiano
- 5 settembre - Nazr Mohammed, ex cestista statunitense
- 5 settembre - Lucas Santa Ana, regista e sceneggiatore argentino
- 6 settembre - Yuval Avital, artista, musicista e compositore israeliano
- 6 settembre - Bertie Carvel, attore, cantante e doppiatore britannico
- 6 settembre - Claudio Collenberg, ex sciatore alpino svizzero
- 6 settembre - Raffaele Longo, allenatore di calcio e ex calciatore italiano
- 6 settembre - Katalin Novák, politica ungherese
- 6 settembre - Pat Sanderson, rugbista a 15 britannico
- 6 settembre - N.O.R.E., rapper statunitense
- 6 settembre - Dario Zampieri, pistard e ex mountain biker italiano
- 7 settembre - Vladimir But, ex calciatore russo
- 7 settembre - Gabriel Caramarin, allenatore di calcio e ex calciatore rumeno
- 7 settembre - Wiley Cash, scrittore statunitense
- 7 settembre - Vítor Castanheira, allenatore di calcio e ex calciatore portoghese
- 7 settembre - Mateen Cleaves, ex cestista statunitense
- 7 settembre - Glen Collins, ex calciatore neozelandese
- 7 settembre - Maud Fontenoy, navigatrice francese
- 7 settembre - Molly Holly, ex wrestler statunitense
- 7 settembre - Garry Hay, ex calciatore scozzese
- 7 settembre - Stephen Hodge, ex cestista americo-verginiano
- 7 settembre - Marcus Horan, rugbista a 15 e dirigente sportivo irlandese
- 7 settembre - Viktor Karpenko, ex calciatore uzbeko
- 7 settembre - Fedde Le Grand, disc jockey e produttore discografico olandese
- 7 settembre - Jon Macken, ex calciatore inglese
- 7 settembre - Kensuke Nebiki, ex calciatore giapponese
- 7 settembre - Ermin Rakovič, ex calciatore sloveno
- 7 settembre - Siaosi Vaili, ex rugbista a 15 samoano
- 7 settembre - Dave Ziegler, dirigente sportivo statunitense
- 8 settembre - José Aílton da Silva, ex calciatore brasiliano
- 8 settembre - Jonas Bendiksen, fotografo norvegese
- 8 settembre - Jason Collier, cestista statunitense († 2005)
- 8 settembre - Nate Corddry, attore statunitense
- 8 settembre - Marcello Cottafava, allenatore di calcio e ex calciatore italiano
- 8 settembre - Valur Gíslason, calciatore islandese
- 8 settembre - Jonas Gunnarsson, ex snowboarder svedese
- 8 settembre - Nate Johnson, ex cestista statunitense
- 8 settembre - Füzuli Məmmədov, ex calciatore azero
- 8 settembre - Asami Sanada, attrice e doppiatrice giapponese
- 8 settembre - Matt Santangelo, ex cestista statunitense
- 8 settembre - Sonja Wiedemann, ex slittinista tedesca
- 9 settembre - Giovanna Civitillo, showgirl, personaggio televisivo e ballerina italiana
- 9 settembre - Julieta Díaz, attrice argentina
- 9 settembre - Cristina Ferreira, conduttrice televisiva e giornalista portoghese
- 9 settembre - Sébastien Gimbert, pilota motociclistico francese
- 9 settembre - Bernt Hulsker, ex calciatore norvegese
- 9 settembre - Jørgen Jalland, ex calciatore, ex giocatore di calcio a 5 e giocatore di beach soccer norvegese
- 9 settembre - Lampros Lamprou, ex calciatore cipriota
- 9 settembre - Farzad Majidi, allenatore di calcio e ex calciatore iraniano
- 9 settembre - Rob Marcello, chitarrista svedese
- 9 settembre - Maria Rita, cantante e compositrice brasiliana
- 9 settembre - Stuart Price, disc jockey, produttore discografico e musicista britannico
- 9 settembre - Nuno Ribeiro, dirigente sportivo e ex ciclista su strada portoghese
- 9 settembre - Soulja Slim, rapper e cantautore statunitense († 2003)
- 9 settembre - Fatih Tekke, allenatore di calcio e ex calciatore turco
- 9 settembre - Léonard Thurre, dirigente sportivo e ex calciatore svizzero
- 10 settembre - Alessandro Attene, ex velocista italiano
- 10 settembre - Rodrigo Batata, ex calciatore brasiliano
- 10 settembre - Massimo Bulleri, ex cestista e allenatore di pallacanestro italiano
- 10 settembre - Mike DiBiase II, wrestler statunitense
- 10 settembre - Graziano Gioia, ex giocatore di calcio a 5 italiano
- 10 settembre - Anna Kim, scrittrice austriaca
- 10 settembre - Željko Kopić, allenatore di calcio e ex calciatore croato
- 10 settembre - Chris Massie, ex cestista statunitense
- 10 settembre - Trudi Musgrave, ex tennista australiana
- 10 settembre - Arkadiusz Nowinowski, schermidore polacco
- 10 settembre - Alessandro Pastrovicchio, fumettista italiano
- 10 settembre - Caleb Ralph, ex rugbista a 15 neozelandese
- 10 settembre - Jean-Jacques Rausin, attore belga
- 10 settembre - Bernardo Romeo, ex calciatore argentino
- 10 settembre - Mitsuhiro Toda, allenatore di calcio e ex calciatore giapponese
- 10 settembre - Ronnie Wallwork, ex calciatore inglese
- 10 settembre - Changpeng Zhao, dirigente d'azienda cinese
- 11 settembre - Ludacris, rapper e attore statunitense
- 11 settembre - Jonny Buckland, polistrumentista britannico
- 11 settembre - Josette Bynum, wrestler statunitense
- 11 settembre - Libor Charfreitag, martellista slovacco
- 11 settembre - Isabella Dal Balcon, ex snowboarder italiana
- 11 settembre - Elephant Man, cantante e rapper giamaicano
- 11 settembre - Jang Min-ho, cantante, modello e conduttore televisivo sudcoreano
- 11 settembre - Wojciech Kowalewski, ex calciatore polacco
- 11 settembre - Matthew Stevens, giocatore di snooker gallese
- 11 settembre - Miroslav Vodovnik, pesista sloveno
- 11 settembre - Todd Williams, attore statunitense
- 12 settembre - Paolo Della Bella, allenatore di hockey su ghiaccio e ex hockeista su ghiaccio svizzero
- 12 settembre - Mohamed El Yaagoubi, calciatore marocchino
- 12 settembre - 2 Chainz, rapper, produttore discografico e cantautore statunitense
- 12 settembre - James McCartney, cantautore e musicista britannico
- 12 settembre - Julija Pachalina, tuffatrice russa
- 12 settembre - Idan Raichel, musicista e compositore israeliano
- 12 settembre - Fernando Sales, allenatore di calcio e ex calciatore spagnolo
- 12 settembre - David Thompson, ex calciatore inglese
- 12 settembre - Pia Tjelta, attrice norvegese
- 12 settembre - Hennadij Zubov, ex calciatore ucraino
- 13 settembre - Fiona Apple, cantautrice e pianista statunitense
- 13 settembre - Rickard Axberg, ex calciatore svedese
- 13 settembre - Eirik Bakke, allenatore di calcio e ex calciatore norvegese
- 13 settembre - Alan Cagaev, ex sollevatore bulgaro
- 13 settembre - Paolo Calcinaro, politico italiano
- 13 settembre - Vitorino Hilton, ex calciatore brasiliano
- 13 settembre - Mario La Canna, allenatore di calcio e ex calciatore italiano
- 13 settembre - Jérôme Ruggiero, stilista italiano
- 13 settembre - Yanding Tomda, ex calciatore papuano
- 13 settembre - Johnny Walker, ex calciatore statunitense
- 13 settembre - Zéphirin Zoko, ex calciatore ivoriano
- 14 settembre - Malik Bendjelloul, attore e regista svedese († 2014)
- 14 settembre - Charles Gillibert, produttore cinematografico francese
- 14 settembre - DeSean Hadley, ex cestista e allenatore di pallacanestro statunitense
- 14 settembre - Wes Hart, ex calciatore statunitense
- 14 settembre - Andreas Hurschler, ex combinatista nordico svizzero
- 14 settembre - Thomas Leeb, chitarrista austriaco
- 14 settembre - Miyu Matsuki, doppiatrice giapponese († 2015)
- 14 settembre - Alexsandro de Souza, allenatore di calcio e ex calciatore brasiliano
- 14 settembre - Andréia Suntaque, calciatrice e dirigente sportiva brasiliana
- 14 settembre - Fevzi Tuncay, ex calciatore turco
- 14 settembre - Yang Yang, ex pattinatrice di short track cinese
- 14 settembre - Zhu Yi, ex nuotatore cinese
- 15 settembre - Chimamanda Ngozi Adichie, scrittrice nigeriana
- 15 settembre - Angela Aki, cantautrice giapponese
- 15 settembre - Cafu, allenatore di calcio a 5 brasiliano
- 15 settembre - Massimo Callegari, giornalista, conduttore televisivo e telecronista sportivo italiano
- 15 settembre - Juninho, ex calciatore brasiliano
- 15 settembre - Sophie Dahl, modella inglese
- 15 settembre - Pape Niokhor Fall, ex calciatore senegalese
- 15 settembre - Leonore Gewessler, politica austriaca
- 15 settembre - Avishay Gordon, allenatore di pallacanestro e ex cestista israeliano
- 15 settembre - Tom Hardy, attore, produttore cinematografico e produttore televisivo britannico
- 15 settembre - René Haselbacher, ex ciclista su strada austriaco
- 15 settembre - Eirik Hillestad, ex calciatore norvegese
- 15 settembre - Luca Magri, attore, regista e produttore cinematografico italiano
- 15 settembre - Caterina Murino, attrice, modella e showgirl italiana
- 15 settembre - Marisa Ramirez, attrice e ex modella statunitense
- 15 settembre - Fabiola Ramos, tennistavolista venezuelana
- 15 settembre - Guinevere van Seenus, supermodella statunitense
- 15 settembre - Jason Terry, ex cestista e allenatore di pallacanestro statunitense
- 15 settembre - Carlos Varela, ex calciatore spagnolo
- 15 settembre - Benjaminas Zelkevičius, ex calciatore lituano
- 16 settembre - Stefano Borghesi, politico italiano
- 16 settembre - Brunella Carrafelli, nuotatrice artistica italiana
- 16 settembre - Caterina Farassino, fotografa e cantante italiana († 2005)
- 16 settembre - Musiq Soulchild, cantante statunitense
- 16 settembre - Lorenzo Kruger, cantautore italiano
- 16 settembre - Philip Ng, attore, artista marziale e coreografo cinese
- 16 settembre - Dario Piombino-Mascali, antropologo e archeologo italiano
- 16 settembre - Irina Rodríguez, sincronetta spagnola
- 16 settembre - Josip Šimić, ex calciatore croato
- 17 settembre - Andrea Anderson, ex velocista statunitense
- 17 settembre - Milan Berck Beelenkamp, ex calciatore olandese
- 17 settembre - Alemitu Bekele, ex mezzofondista etiope
- 17 settembre - Alireza Dabir, ex lottatore iraniano
- 17 settembre - Sam Esmail, sceneggiatore, produttore televisivo e regista statunitense
- 17 settembre - Teslim Fatusi, ex calciatore nigeriano
- 17 settembre - Juan Antonio Flecha, ex ciclista su strada argentino
- 17 settembre - Oksana Fëdorova, modella e cantante russa
- 17 settembre - Simona Gioli, pallavolista italiana
- 17 settembre - Elena Godina, ex pallavolista russa
- 17 settembre - Rolan Gusev, allenatore di calcio e ex calciatore turkmeno
- 17 settembre - Marco Maccieri, attore, regista teatrale e docente italiano
- 17 settembre - Eric Omondi Ongao, ex calciatore keniota
- 17 settembre - Simone Perrotta, ex calciatore italiano
- 17 settembre - Roberto Rampi, politico italiano
- 17 settembre - Alessio Tacconi, politico italiano
- 17 settembre - La Terremoto de Alcorcón, cantante, attrice e comica spagnola
- 18 settembre - Lucia Annibali, politica italiana
- 18 settembre - Francesca Civerchia, politica sammarinese
- 18 settembre - Érik Friess, schermidore francese
- 18 settembre - Sara Haines, conduttrice televisiva e giornalista statunitense
- 18 settembre - Andreas Huber, ex hockeista su ghiaccio e hockeista in-line italiano
- 18 settembre - Li Tie, allenatore di calcio e ex calciatore cinese
- 18 settembre - Commins Menapi, calciatore e allenatore di calcio salomonese († 2017)
- 18 settembre - Matúš Vallo, politico slovacco
- 18 settembre - Kieran West, canottiere britannico
- 19 settembre - Erica Ash, attrice, cantante e modella statunitense († 2024)
- 19 settembre - Tasha Danvers, ex ostacolista britannica
- 19 settembre - Ryan Dusick, batterista statunitense
- 19 settembre - Josef Fares, regista, sceneggiatore e autore di videogiochi svedese
- 19 settembre - Marco Frusoni, tenore italiano
- 19 settembre - Rebecca Giddens, ex canoista statunitense
- 19 settembre - Valerij Hončarov, ex ginnasta ucraino
- 19 settembre - Kim Wraae Knudsen, canoista danese
- 19 settembre - Lior Lubin, cestista e allenatore di pallacanestro israeliano († 2024)
- 19 settembre - Adam Petrouš, ex calciatore ceco
- 19 settembre - Anastasija Reiberger, ex astista russa
- 19 settembre - Robert Moreno, allenatore di calcio spagnolo
- 19 settembre - Tommaso Rocchi, ex calciatore italiano
- 19 settembre - Emil Sutovskij, scacchista israeliano
- 19 settembre - Slobodanka Tuvić, ex cestista serba
- 20 settembre - Namie Amuro, cantante, ballerina e attrice giapponese
- 20 settembre - Germán Bustos, ex rugbista a 15 argentino
- 20 settembre - Richard Cresswell, allenatore di calcio e ex calciatore inglese
- 20 settembre - Iván Guillauma, ex calciatore uruguaiano
- 20 settembre - Jon Inge Høiland, ex calciatore norvegese
- 20 settembre - Monty Mack, ex cestista statunitense
- 20 settembre - Stefani Miglioranzi, ex calciatore brasiliano
- 20 settembre - Elkin Murillo, ex calciatore colombiano
- 20 settembre - Sampo Terho, politico finlandese
- 20 settembre - The-Dream, cantautore e produttore discografico statunitense
- 20 settembre - Róbert Waltner, allenatore di calcio e ex calciatore ungherese
- 21 settembre - Alessandro Alciato, giornalista e scrittore italiano
- 21 settembre - Jeff Backus, ex giocatore di football americano statunitense
- 21 settembre - Jesús Chagoyen, ex cestista spagnolo
- 21 settembre - Audrey Dana, attrice, sceneggiatrice e regista francese
- 21 settembre - Francesco De Francesco, ex calciatore italiano
- 21 settembre - Luigi Gallo, politico italiano
- 21 settembre - Natalia Gavrilița, economista e politica moldava
- 21 settembre - Anthony Hayes, attore australiano
- 21 settembre - Johnny Hazzard, attore pornografico e modello statunitense
- 21 settembre - Gergely Kiss, pallanuotista ungherese
- 21 settembre - Murielle Laurent, politica francese
- 21 settembre - Ying Liang, regista e sceneggiatore cinese
- 21 settembre - Masoud Mostafa-Jokar, ex lottatore iraniano
- 21 settembre - Marco Pecorari, allenatore di calcio e ex calciatore italiano
- 21 settembre - Alessandro da Conceição Pinto, ex calciatore brasiliano
- 21 settembre - Andre Pärn, ex cestista estone
- 21 settembre - Jurica Ružić, ex cestista croato
- 21 settembre - Mat Whitecross, regista inglese
- 22 settembre - Stevenson Adonis, ex pugile canadese
- 22 settembre - Jon García, taekwondoka spagnolo
- 22 settembre - Sandro Grande, allenatore di calcio e ex calciatore canadese
- 22 settembre - Sébastien Marnier, regista, sceneggiatore e scrittore francese
- 22 settembre - Antti-Jussi Niemi, ex hockeista su ghiaccio finlandese
- 23 settembre - Magomed Aripgadjiev, ex pugile azero
- 23 settembre - Andrea Bacchetti, pianista italiano
- 23 settembre - Piero Esteriore, cantante svizzero
- 23 settembre - Adam Gray, politico statunitense
- 23 settembre - Bjørnar Johannessen, allenatore di calcio e ex calciatore norvegese
- 23 settembre - Justin Johnson, allenatore di sci alpino, ex sciatore alpino e ex sciatore freestyle statunitense
- 23 settembre - Warren Kole, attore statunitense
- 23 settembre - Aleksandr Misurkin, cosmonauta russo
- 23 settembre - Luciano Nobili, politico italiano
- 23 settembre - Fabio Ongaro, ex rugbista a 15 e allenatore di rugby a 15 italiano
- 23 settembre - Anton Pierre, ex calciatore trinidadiano
- 23 settembre - Andrew Williams, ex calciatore canadese
- 23 settembre - Rachael Yamagata, cantautrice statunitense
- 24 settembre - Cristian Binda, artista marziale misto italiano
- 24 settembre - Elizabeth Bogush, attrice statunitense
- 24 settembre - Marieh Delfino, attrice venezuelana
- 24 settembre - Frank Fahrenhorst, ex calciatore tedesco
- 24 settembre - Nuno Frechaut, ex calciatore portoghese
- 24 settembre - Kabeer Gbaja-Biamila, ex giocatore di football americano statunitense
- 24 settembre - Niele Ivey, ex cestista e allenatrice di pallacanestro statunitense
- 24 settembre - Sui Dongliang, ex calciatore cinese
- 24 settembre - Guido Tortorella, scrittore e regista italiano
- 24 settembre - Pablo Trincia, autore televisivo, giornalista e personaggio televisivo italiano
- 24 settembre - Jean Carlo Witte, ex calciatore brasiliano
- 25 settembre - Tomás Aguilera, ex cestista venezuelano
- 25 settembre - Tanya Blount, musicista e attrice statunitense
- 25 settembre - David Brandt, ex giocatore di football americano e allenatore di football americano statunitense
- 25 settembre - Sandro Corsaro, animatore e produttore televisivo statunitense
- 25 settembre - Gerard Davis, ex calciatore neozelandese
- 25 settembre - Clea DuVall, attrice e regista statunitense
- 25 settembre - Divya Dutta, attrice e modella indiana
- 25 settembre - Alberto Fezzi, scrittore italiano
- 25 settembre - Rachel Grant, attrice britannica
- 25 settembre - Kiyoshi Ijichi, batterista giapponese
- 25 settembre - Péter Kabát, ex calciatore ungherese
- 25 settembre - Toni Lydman, ex hockeista su ghiaccio finlandese
- 25 settembre - Smiljana Marinović, nuotatrice croata
- 25 settembre - Joel David Moore, attore e regista statunitense
- 25 settembre - Yoshiaki Nishimura, produttore cinematografico giapponese
- 25 settembre - Rinaldo Nocentini, ex ciclista su strada italiano
- 25 settembre - Orges Shehi, allenatore di calcio e ex calciatore albanese
- 25 settembre - Kim Wielens, ex cestista neozelandese
- 26 settembre - Carlo Fusco, regista, produttore cinematografico e sceneggiatore italiano
- 26 settembre - Janne Holmén, ex maratoneta finlandese
- 26 settembre - T.J. Houshmandzadeh, ex giocatore di football americano statunitense
- 26 settembre - Paul Kakai, calciatore salomonese
- 26 settembre - Cristian Leiva, ex calciatore argentino
- 26 settembre - Karin Mortensen, ex pallamanista danese
- 26 settembre - Hugo de Jonge, politico olandese
- 27 settembre - Lucas Bernardi, allenatore di calcio e ex calciatore argentino
- 27 settembre - Steven Douglas, ex calciatore scozzese
- 27 settembre - Aaron Gibson, ex giocatore di football americano statunitense
- 27 settembre - Luis Alberto Hernando, ultramaratoneta, ex biatleta e ex fondista spagnolo
- 27 settembre - Omar Magliona, pilota automobilistico italiano
- 27 settembre - Michael C. Maronna, attore statunitense
- 27 settembre - Sébastien Pauvert, ex calciatore francese
- 27 settembre - Diego Raimondi, ex calciatore e allenatore di calcio argentino
- 27 settembre - Ruth Sacks, artista sudafricana
- 27 settembre - Kristine Sand, ex cestista norvegese
- 27 settembre - Slaine, rapper e attore statunitense
- 27 settembre - Jovo Stanojević, ex cestista serbo
- 27 settembre - Dan Starkey, attore britannico
- 27 settembre - Andrus Värnik, ex giavellottista estone
- 28 settembre - Brunori Sas, cantautore, compositore e produttore discografico italiano
- 28 settembre - Antonio Corvetta, ex pallavolista italiano
- 28 settembre - Cameron Donald, pilota motociclistico australiano
- 28 settembre - Lounès Gaouaoui, ex calciatore algerino
- 28 settembre - Gorka González, ex ciclista su strada spagnolo
- 28 settembre - Jeezy, rapper e attore statunitense
- 28 settembre - Julien Pillet, schermidore francese
- 28 settembre - Lamine Sakho, ex calciatore senegalese
- 28 settembre - Alessandro Sampaoli, attore e regista italiano
- 29 settembre - Álvaro Aparicio, ex giocatore di calcio a 5 spagnolo
- 29 settembre - Paola Cazzola, pilota motociclistica italiana
- 29 settembre - David Atiba Charles, ex calciatore trinidadiano
- 29 settembre - Katrina Hibbert, ex cestista australiana
- 29 settembre - Raúl Justiniano, ex calciatore boliviano
- 29 settembre - Harry Libanotis, ex calciatore seychellese
- 29 settembre - Bogdan Mara, ex calciatore rumeno
- 29 settembre - Amy Nixon, giocatrice di curling canadese
- 29 settembre - Giuseppe Portolesi, militare italiano
- 29 settembre - Trine Jepsen, cantante danese
- 29 settembre - Claudia Soberón, attrice messicana
- 29 settembre - Pavol Staňo, allenatore di calcio e ex calciatore slovacco
- 29 settembre - Kerstin Stegemann, ex calciatrice tedesca
- 30 settembre - Annalisa Balloi, microbiologa e imprenditrice italiana
- 30 settembre - Roy Carroll, allenatore di calcio e calciatore nordirlandese
- 30 settembre - Sara Ferrari, ex mezzofondista e ex maratoneta italiana
- 30 settembre - Busta Flex, rapper francese
- 30 settembre - David García Dapena, ex ciclista su strada spagnolo
- 30 settembre - Oleksandr Hrycaj, ex calciatore ucraino
- 30 settembre - Jean-Sébastien Jaurès, ex calciatore francese
- 30 settembre - Aleksandr Kosarev, pallavolista ucraino
- 30 settembre - Marito, ex calciatore angolano
- 30 settembre - Sean Rogerson, attore canadese
- 30 settembre - Martín Romagnoli, ex calciatore argentino
- 30 settembre - Sun Jihai, ex calciatore cinese
- 30 settembre - Héctor Tapia, allenatore di calcio e ex calciatore cileno
- 30 settembre - Melchior Wathelet, politico belga